# Simon Rusk
Simon Edward Rusk (Peterborough, 17 dicembre 1981) è un allenatore di calcio ed ex calciatore scozzese, di ruolo centrocampista.

## Carriera

### Allenatore
Dopo aver lavorato per nove anni nel settore giovanile del Brighton, il 27 gennaio 2021 diventa il tecnico dello Stockport County, con cui firma un triennale; viene esonerato il 26 ottobre seguente. Il 17 febbraio 2022 diventa il vice di Mark McGhee al Dundee, con cui aveva collaborato anche nella precedente esperienza allo Stockport County; dopo aver lasciato il ruolo al termine della stagione, nel mese di maggio entra nei ranghi della federazione inglese, venendo poi nominato commissario tecnico della nazionale Under-19.
Il 13 dicembre 2023 entra nello staff tecnico del Nottingham Forest, con cui resta fino al termine della stagione. Il 1º luglio 2024 diventa l'allenatore della formazione Under-21 del Southampton; il 15 dicembre seguente viene promosso ad interim alla guida della prima squadra, al posto dell'esonerato Russell Martin, tornando dopo due partite sulla panchina dell'Under-21. Il 24 febbraio 2025 entra nello staff tecnico di Ivan Jurić; il 7 aprile viene nuovamente nominato tecnico ad interim dei Saints, in sostituzione dell'allenatore croato.

## Palmarès

### Giocatore

#### Competizioni nazionali
- National League: 2

Boston United: 2001-2002
Crawley Town: 2010-2011